# The Hunting Party
The Hunting Party é o sexto álbum de estúdio da banda americana de rock Linkin Park. O álbum, produzido pelos membros da banda, Mike Shinoda e Brad Delson, foi lançado no dia 13 de junho de 2014 através das gravadoras Warner Bros. e Machine Shop. É o primeiro álbum desde Meteora (2003) a não ser produzido com Rick Rubin, depois de produzir os três álbuns de estúdio anteriores da banda.
O álbum recebeu críticas geralmente positivas dos críticos, que elogiaram seu retorno ao som de rock mais pesado de seus álbuns anteriores. Ele estreou na terceira posição na Billboard 200 dos Estados Unidos e ficou em quarto lugar na lista da Revolver dos "20 melhores álbuns de 2014". O álbum foi certificado como disco de platina nos Estados Unidos pela venda de mais de um milhão de cópias somente nesse país.

## Composição e gravação
Shinoda descreveu a sonoridade do álbum como estilo do rock dos anos 90. Ele afirmou: "É barulhento e é rock, mas não no sentido de que você já tenha ouvido antes, é mais como som hardcore punk-Thrash da década de 1990". Ele também disse que o status do rock moderno é "fraco" e que isso o inspirou a fazer um som mais "pesado", para trazer a sonoridade de antigamente para a atualidade.
Em uma entrevista para o site MusicRadar, Brad Delson afirmou que este disco teria mais solos de guitarra. Ele também disse que:
| “ | "Isto é de alguém que foi citado anteriormente, dizendo que eu os odiava. Não que eu os odeie como ouvinte; Eu só não quero tocar eles. Eu evitava solos. Antigamente, eu sentia que as canções esteticamente não exigiam eles. Essas novas canções pedem solos. Eu acho que cada canção tem um". | ” |

Em maio de 2013, o vocalista Mike Shinoda afirmou pela primeira vez que a banda estava no estúdio trabalhando no disco. Em uma entrevista para a Rolling Stone, Shinoda disse que o estilo do disco foi difícil para o baterista Rob Bourdon se adaptar, onde ele tinha que se esforçar para alcançar a velocidade e o estilo exigido. Ele comentou que "É o som mais pesado que já fizemos para um álbum. Ele [Rob] teve que avançar fisicamente. Ele saia para corridas, levantava peso, e trabalhava com um especialista", e no final Bourdon "se achava um baterista melhor" após a seção de gravação. O The Hunting Party conta com participações especiais dos músicos Page Hamilton, do Helmet (em "All for Nothing"), Daron Malakian, do System of a Down (em "Rebellion"), Tom Morello, do Rage Against the Machine ("Drawbar") e o rapper Rakim ("Guilty All the Same").

## Faixas
Todas as faixas escritas e compostas por Linkin Park, exceto onde descrito. 
| N.º            | Título                                            | Compositor(es)              | Duração |  |
| 1.             | "Keys to the Kingdom"                             |                             | 3:38    |  |
| 2.             | "All for Nothing" (participação de Page Hamilton) |                             | 3:33    |  |
| 3.             | "Guilty All the Same" (participação de Rakim)     | Linkin Park William Griffin | 5:55    |  |
| 4.             | "The Summoning"                                   |                             | 1:00    |  |
| 5.             | "War"                                             |                             | 2:11    |  |
| 6.             | "Wastelands"                                      |                             | 3:15    |  |
| 7.             | "Until It's Gone"                                 |                             | 3:53    |  |
| 8.             | "Rebellion" (participação de Daron Malakian)      | Linkin Park Daron Malakian  | 3:44    |  |
| 9.             | "Mark the Graves"                                 |                             | 5:05    |  |
| 10.            | "Drawbar" (participação de Tom Morello)           |                             | 2:46    |  |
| 11.            | "Final Masquerade"                                | Linkin Park Emile Haynie    | 3:37    |  |
| 12.            | "A Line in the Sand"                              |                             | 6:35    |  |
| Duração total: | Duração total:                                    | Duração total:              | 45:12   |  |

## Recepção
| Críticas profissionais | Críticas profissionais |
| Pontuações agregadas   | Pontuações agregadas   |
| Fonte                  | Avaliação              |
| ---------------------- | ---------------------- |
| Metacritic             | 65/100                 |
| Avaliações da crítica  |                        |
| Fonte                  | Avaliação              |
| AllMusic               | [ 8 ]                  |
| Billboard Magazine     | 74/100                 |
| Consequence of Sound   | C-                     |
| The Guardian           | [ 11 ]                 |
| Loudwire Magazine      | [ 12 ]                 |
| The New Zealand Herald | [ 13 ]                 |
| NME                    | 6/10                   |
| Revolver Magazine      | [ 15 ]                 |
| Rolling Stone          | [ 16 ]                 |
| USA Today              | [ 17 ]                 |

### Crítica
The Hunting Party recebeu críticas positivas, na maioria dos casos. O site Metacritic deu uma nota 65 (de 100) ao disco, caracterizando "boas críticas", baseado em doze resenhas. Dave Simpson, do jornal inglês The Guardian, deu ao disco um parecer mediano. Ele deu ao CD três de cinco estrelas, elogiando a banda por ter 'voltado ao seu som original', dizendo que "o desejo de Shinoda de fazer um disco de punk rock e os elementos de electropop etéreo de Chester Bennington não combinam bem sempre, mas a performance de Rob Bourdon na bateria faz com que a energia não acabe". Dave também caracterizou algumas faixas, como "Until It's Gone", de 'clichê', mas ele elogiou esta canção e também gostou das letras de outras como "Drawbar" e "Rebellion". Ele completou sua crítica dizendo: "Linkin Park certamente conhece seu público e aqui eles gentilmente navegam entre suas próprias aspirações e sua base de fãs, que vão celebrar o retorno da banda a um rock mais pesado". Chris Schulz, do The New Zealand Herald, também deu ao álbum um parecer positivo, o descrevendo como "barulhento, espontâneo e livre".
David Renshaw, da revista NME, afirmou que "o The Hunting Party é, pelo menos, um disco energético". O crítico elogiou a performance de Daron Malakian como músico convidado, mas considerou 'desapontadora' a contribuição de Tom Morello. Stephen Thomas Erlewine, do site AllMusic, disse que "não é o melhor som, mas o Linkin Park parece rejuvenecido, provando que ainda há valor no clichê de 'retornar as origens'" Já Dan Epstein, da revista Revolver, descreveu o trabalho como "... não apenas é a coisa mais difícil e pesada que eles já lançaram, mas é o primeiro disco do grupo a ter um poder na guitarra que poderia realmente apelar para os 'roqueiros'". Epstein concluiu dizendo que o CD é a prova de que o grupo não precisa fazer um som mais 'mole' para amadurecer. Kenneth Partridge, da revista Billboard, disse que "sem um bom guia, essa banda de rap-rock perde o controle, disparando para todas as direções. Eles atacam as gravadoras, políticos, os fazedores de regras, e qualquer um a vista, enquanto redescobrem a diversão selvagem das guitarras super barulhentas."

### Comercial
O álbum estreou na terceira posição da Billboard 200 ao vender 110 000 cópias em sua semana de estreia nos Estados Unidos. Ele ficou atrás do CD Ultraviolence de Lana Del Rey e In the Lonely Hour de Sam Smith. The Hunting Party interrompeu uma sequência de quatro discos seguidos da banda estreando no topo das paradas americanas.

## Tabelas
| Paradas (2014)                      | Melhor posição |
| ----------------------------------- | -------------- |
| Alemanha (Media Control Charts)     | 1              |
| Austrália (ARIA Charts)             | 3              |
| Áustria (Ö3 Austria Top 40)         | 2              |
| Bélgica Ultratop 50 (Flandres)      | 3              |
| Bélgica Ultratop 40 (Valônia)       | 8              |
| Escócia (OCC)                       | 4              |
| Finlândia (Suomen virallinen lista) | 6              |
| Hungria (MAHASZ)                    | 1              |
| Itália (FIMI)                       | 4              |
| Países Baixos (MegaCharts)          | 8              |
| Noruega (VG-lista)                  | 13             |
| Nova Zelândia (Recorded Music NZ)   | 2              |
| Portugal (AFP)                      | 1              |
| Chéquia (ČNS IFPI)                  | 1              |
| Suécia (Sverigetopplistan)          | 27             |
| Suíça (Schweizer Hitparade)         | 1              |
| Reino Unido (UK Albums Chart)       | 2              |
| Reino Unido (Rock & Metal Albums)   | 1              |
| Estados Unidos (Billboard 200)      | 3              |
| Estados Unidos (Rock Albums)        | 1              |
| Estados Unidos (Alternative Albums) | 1              |

| País                     | Certificação | Vendas    |
| ------------------------ | ------------ | --------- |
| Alemanha (BVMI)          | Platina      | 200.000   |
| Áustria (IFPI Áustria)   | Ouro         | 7.500     |
| Canadá (Music Canada)    | Ouro         | 40.500    |
| Hungria (MAHASZ)         | Platina      | 6.000     |
| Polónia (ZPAV)           | Ouro         | 10.000    |
| Suíça (IFPI Switzerland) | Ouro         | 10.000    |
| Reino Unido (BPI)        | Prata        | 60.000    |
| Estados Unidos (RIAA)    | Platina      | 1.000.000 |

## Músicos

### Membros da Banda
- Chester Bennington – vocais
- Mike Shinoda – vocais, guitarra base, teclado
- Brad Delson – guitarra solo
- Dave "Phoenix" Farrell – baixo
- Joe Hahn – turntables, programação
- Rob Bourdon – bateria

### Créditos
Os créditos foram tomados a partir do site allmusic.
- Mike Shinoda – Produtor musical, Engenheiro de som, direção criativa
- Brad Delson – Produção
- Rob Cavallo – Produção (em "Wastelands"), Artistas e repertório (A&R)
- Emile Haynie – Produção (em "Final Masquerade")
- Ryan DeMarti – Coordenação de produção
- Ethan Mates – Engenheiro
- Andy Wallace – Mixagem
- Paul Suarez – Pro Tools
- Josh Newell – Edição digital
- Emily Lazar – Masterização
- Rich Morales – Assistente de masterização
- Alejandro Baima – Assistente de engenharia
- Brendan Dekora – Assistente de engenharia
- Jennifer Langdon – Assistente de engenharia
- Jerry Johnson – Bateria técnica
- Brandon Parvini – Computação gráfica, direção criativa
- Rickey Kim – Direção criativa
- Annie Nguyen – Direção de arte
- James Jean – Arte do álbum
- Brandon Cox – Fotografia
- Kymm Britton – Publicidade
- Kas Mercer – Publicidade
- Page Hamilton – Vocais e Guitarra (em "All for Nothing")
- Daron Malakian – Guitarra (em "Rebellion")
- Tom Morello – Guitarra (em "Drawbar")
- Rakim – Vocais (em "Guilty All the Same")

## Histórico de lançamento
| Região         | Data                 | Formato          | Gravadora                                     |
| -------------- | -------------------- | ---------------- | --------------------------------------------- |
| Austrália      | 13 de junho de 2014  | CD               | Warner Bros. Records, Machine Shop Recordings |
| Austrália      | 13 de junho de 2014  | CD box set       | Warner Bros. Records, Machine Shop Recordings |
| Austrália      | 13 de junho de 2014  | CD+DVD           | Warner Bros. Records, Machine Shop Recordings |
| Austrália      | 13 de junho de 2014  | Download digital | Warner Bros. Records, Machine Shop Recordings |
| Alemanha       | 13 de junho de 2014  | CD               | Warner Bros. Records                          |
| Alemanha       | 13 de junho de 2014  | CD+DVD           | Warner Bros. Records                          |
| Alemanha       | 13 de junho de 2014  | Download digital | Warner Bros. Records                          |
| Países Baixos  | 13 de junho de 2014  | CD               | Warner Bros. Records                          |
| Países Baixos  | 13 de junho de 2014  | Download digital | Warner Bros. Records                          |
| Suíça          | 13 de junho de 2014  | CD               | Warner Bros. Records                          |
| Suíça          | 13 de junho de 2014  | CD+DVD           | Warner Bros. Records                          |
| Suíça          | 13 de junho de 2014  | Download digital | Warner Bros. Records                          |
| Reino Unido    | 16 de junho de 2014  | CD               | Warner Bros. Records                          |
| Reino Unido    | 16 de junho de 2014  | CD+DVD           | Warner Bros. Records                          |
| Reino Unido    | 16 de junho de 2014  | Download digital | Warner Bros. Records                          |
| Índia          | 17 de junho de 2014  | CD               | Warner Bros. Records                          |
| Estados Unidos | 17 de junho de 2014  | CD               | Warner Bros. Records, Machine Shop Recordings |
| Estados Unidos | 17 de junho de 2014  | Digital download | Warner Bros. Records, Machine Shop Recordings |
| Alemanha       | 26 de agosto de 2014 | LP               | Warner Bros. Records                          |